# 宋白
宋白（936年—1012年），字太素，一作素臣，大名（今屬河北）人，也有记载为开封人。有《宋文安公宮詞》百首傳世。
早年在張瓊家中教書。宋太祖建隆二年（961年）進士。乾德元年（963年），擔任著作佐郎。乾德三年（965年），擔任玉津縣令。同時管轄蒲城、衛南二縣。之後又擔任左拾遺、中書舍人。曾主持貢舉，收受賄賂，又怕輿論批評，於是先向皇上報告举人名单，被宋太祖責備。
太平興國五年（980年），再次主持貢舉。太平興國八年（983年），主持貢舉，後來擔任集賢殿直學士、翰林學士。至道元年（995年），擔任翰林學士承旨。至道二年（996年），擔任刑部尚書、集賢院學士判院事。至道四年（998年）退休。咸平三年（1000年），撰寫《續通典》，次年編成，共200卷。宋真宗大中祥符五年（1012年）去世，享年七十七。諡號文安。

## 延伸阅读
[在维基数据编辑]
 《宋史/卷439》，出自脱脱《宋史》